# Isaías Sánchez Cortés
Isaías Sánchez Cortés (Sabadell, 9 febbraio 1987) è un calciatore spagnolo, centrocampista dell'Adelaide Utd.

## Carriera
Isaías nasce a Sabadell dove si forma calcisticamente cominciando a giocare con il CF Badalona nella seconda serie spagnola. Nel 2010 firma con l'Espanyol ma viene impiegato raramente, giocando spesso con le riserve nelle serie inferiori.
Il 10 aprile 2011 debutta nella Liga, giocando ventidue minuti contro l'Hercules. A fine stagione viene mandato in prestito al Ponferradina  dove rimane due anni, aiutando la squadra a tornare in Segunda División.
Nel luglio 2013 firma un contratto di due anni con l'Adelaide United
Segna la prima rete il 24 gennaio 2015, con un tiro da 25 metri di distanza, contro il Newcastle Jets.

## Palmarès
- FFA Cup: 2

Adelaide United: 2014, 2018
- Premier's Plate: 1

Adelaide Utd: 2015-2016
- Campionato australiano: 1

Adelaide Utd: 2015-2016